# Retirada de Kabul de 1842
La retirada de Kabul de 1842 va ser la retirada de les forces britàniques i de la Companyia de les Índies Orientals de Kabul durant la Primera Guerra Anglo-afganesa. Un aixecament a Kabul va obligar al llavors comandant, el major general William Elphinstone, a retrocedir a la guarnició britànica de Jalalabad. Quan l'exèrcit i els seus nombrosos dependents i seguidors del camp van començar la seva marxa, va ser atacat per part dels membres de les tribus afganes. Molts de la columna van morir per exposició, congelació o fam, o van morir durant els combats.
Al començament del conflicte, les forces britàniques i de la Companyia de les Índies Orientals havien derrotat les forces de l'emir afganès Dost Muhàmmad i el 1839 van ocupar Kabul, restaurant l'antic governant, Shah Shujah Durrani, com a emir. Tanmateix, el deteriorament de la situació va fer que la seva posició fos cada cop més precària, fins que un aixecament a Kabul va obligar al major general Elphinstone a retirar-se. Amb aquesta finalitat va negociar un acord amb Wazir Akbar Khan, un dels fills de Dost Muhàmmad, pel qual el seu exèrcit havia de retrocedir a la guarnició de Jalalabad, a més de 140 quilòmetres (90 milles) de distància. Els afganesos van llançar nombrosos atacs contra la columna mentre avançava lentament a través de les neus d'hivern al llarg de la ruta que ara és la carretera Kabul-Jalalabad. En total, l'exèrcit britànic va perdre 4.500 soldats, juntament amb uns 12.000 civils: els darrers comprenen tant les famílies de soldats indis com britànics, a més d'obrers, criats i altres seguidors del camp indi. L'estand final es va fer als afores d'un poble anomenat Gandamak el 13 de gener.
De les més de 16.000 persones de la columna comandada per Elphinstone, només un europeu (el cirurgià adjunt William Brydon) i uns quants sipais indis van arribar a Jalalabad. Més tard, més d'un centenar de presoners britànics i ostatges civils van ser alliberats. Un nombre incert d'indis, molts dels quals van haver de ser mutilats per congelació, van sobreviure i van tornar a Kabul per existir com a captaires o per ser venuts com a esclavituds en altres llocs. Uns 2.000 sipais van tornar a l'Índia després d'una altra invasió britànica de Kabul uns mesos després, però d'altres es van quedar enrere a l'Afganistan.
El 2013, un escriptor de The Economist va qualificar la retirada de "el pitjor desastre militar britànic fins a la caiguda de Singapur exactament un segle després".

## Fons
El 1838, la Companyia de les Índies Orientals temia una influència més gran que Rússia a l'Afganistan després que Dost Muhàmmad hagués pres el poder de l'antic governant Shuja Shah Durrani el 1834. Dost Mohammad havia rebutjat les primeres propostes de Rússia, però després de Lord Auckland, el governador general de l'Índia, va intentar forçar la política exterior afganesa sota la guia britànica, va renovar la seva relació amb els russos. Lord Auckland va seguir el consell del seu conseller William Hay Macnaghten per donar suport a Shuja Shah, rebutjant el consell d'Alexander Burnes que Dost Mohammad havia de rebre suport, i va decidir buscar una solució militar. Va començar a reunir les seves forces a finals de 1838.
L'exèrcit, sota el comandament del general Sir Willoughby Cotton, amb Macnaghten com a conseller en cap, estava format per 20.000 soldats i estava acompanyat per 38.000 seguidors civils del camp (artesans, camillers, cuiners, criats, barbers, sastres, armers, camellers, etc.), així com famílies de soldats indis i britànics). El març de 1839 van creuar el pas de Bolan i van començar la seva marxa cap a Kabul. Van avançar per terreny accidentat, travessant deserts i passos de muntanya a una altitud de 4.000 metres (13.000 peus), però van avançar molt i van prendre Kandahar el 25 d'abril.
També van capturar la fins aleshores inexpugnable fortalesa de Ghazni el 22 de juliol en un atac sorpresa, perdent 200 homes morts i ferits, mentre que els afganesos van perdre prop de 500 homes morts i 1.600 presoners, amb un nombre desconegut de ferits. Un afganès havia traït el seu sobirà i les tropes britàniques van aconseguir fer volar una porta de la ciutat i van marxar cap a la ciutat amb un estat d'eufòria. Els amplis subministraments adquirits a Ghazni van ajudar considerablement a l'avanç posterior, que d'altra manera hauria estat difícil.
Dost Mohammad va fugir i va buscar refugi a les zones salvatges de l'Hindu Kush. Kabul va caure sense lluitar el 6 d'agost de 1839. Shuja Shah va tornar i va ser proclamat emir pels britànics. Va establir una cort a la fortalesa de Bala Hissar sobre Kabul.
Més d'un any després, Dost Mohammad es va rendir a Macnaghten el 4 de novembre de 1840 i va ser exiliat a l'Índia.

## Ocupació

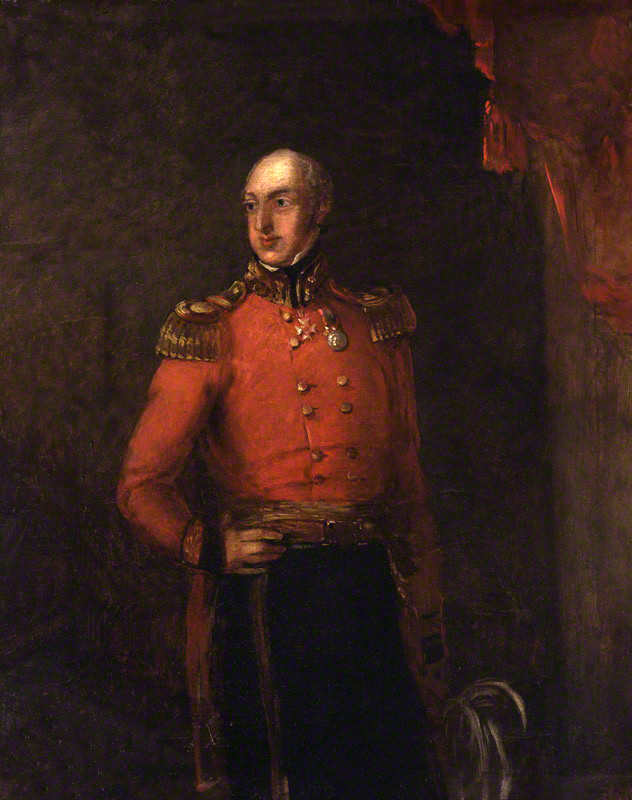
El general William Elphinstone, que va rebre el comandament de les forces britàniques a l'Afganistan el 1841

L'agost de 1839 els britànics, sota la pressió de Shah Shuja, es van abstenir de romandre en l'ocupació de la ciutadella de Kabul, en lloc d'establir els seus acantonaments militars a 2,5 quilòmetres fora de Kabul. Aquesta decisió, presa per motius diplomàtics, resultaria ser un greu error militar que col·locava tota la guarnició en una posició feble i fàcilment superada.
Com a agent polític i enviat a la cort de Shuja Shah, Macnaghten es va convertir en un líder de la societat britànica a Kabul. La ciutat va ser descrita aleshores com a neta i agradable amb moltes cases de fusta espaioses envoltades de jardins ben cuidats. Els ocupants es divertien organitzant partits de cricket, curses de cavalls i festes de caça. Al vespre, els oficials de la Companyia de les Índies Orientals i les seves dones posaven en escena drames amateurs.
Les actuacions incloïen El somni d'una nit d'estiu de Shakespeare. Es va considerar un honor especial ser convidat a les vetllades organitzades per Florentia Sale (Lady Sale), l'esposa del general de brigada Robert Sale. En aquestes tertúlies , sovint es servia salmó i guisat amb madeira, porto i xampany. La confiança britànica era tal que la majoria de les seves tropes aviat van ser enviades de tornada a l'Índia.
Mentre els britànics gaudien d'aquest estil de vida, alguns afganesos es van irritar per l'ocupació d'una potència estrangera. Els rumors de relacions entre soldats britànics i dones afganeses van crear tensions a Kabul. Gran Bretanya havia substituït Dost Muhàmmad, un governant (relativament) popular, per Shuja Shah, un titella feble, que era vist com molt més cruel amb els seus enemics que el seu predecessor. El 1840, el fill de Dost Mohammad, Wazir Akbar Khan, va començar a reunir aliats entre els membres de la tribu a les zones rurals on la influència britànica era més feble. Va iniciar una guerra de guerrilles que va mantenir les tropes de la Companyia de les Índies Orientals permanentment en moviment.
Els esforços per controlar l'Afganistan es van afeblir encara més pel govern britànic a l'Índia. Consternat pel cost de mantenir la gran guarnició a Kabul, va suspendre els subsidis periòdics (essencialment suborns) que s'havien pagat a les diverses tribus de la regió al voltant de Kabul i el pas de Khyber per mantenir la pau.
Un cop van acabar, les tribus no van veure més motius per mantenir-se lleials al règim recolzat pels britànics. Macnaghten va rebutjar les advertències sobre el descontentament afganès i va escriure als seus superiors a l'Índia que "aquest és l'estat habitual de la societat afganesa". A mesura que avançaven la primavera i l'estiu de 1841, la llibertat de moviment britànica al voltant de Kabul es va restringir cada cop més.
Malgrat aquest gir ominós dels esdeveniments, Sir Willoughby Cotton va ser substituït com a comandant de les tropes britàniques restants per Sir William Elphinstone, que estava malalt en aquell moment i inicialment no volia acceptar el nomenament. Elphinstone, de 59 anys, havia entrat a l'exèrcit britànic el 1804. Va ser nomenat company del Bany per dirigir el 33è Regiment de Peu a la batalla de Waterloo. El 1825 havia estat ascendit a coronel i després a major general el 1837. Tot i que Elphinstone era un home d'alt naixement i maneres perfectes, el seu col·lega i general contemporani William Nott el considerava "el soldat més incompetent que es podia trobar entre tots els oficials del rang requerit".
A la tardor de 1841, el brigadier general Sale i la seva brigada van ser cridats a Jalalabad, que es trobava a la línia de comunicació militar entre Kabul i Peshawar. Va deixar la seva dona, Lady Sale, enrere als acantonaments britànics de Kabul.

## Aixecament afganès

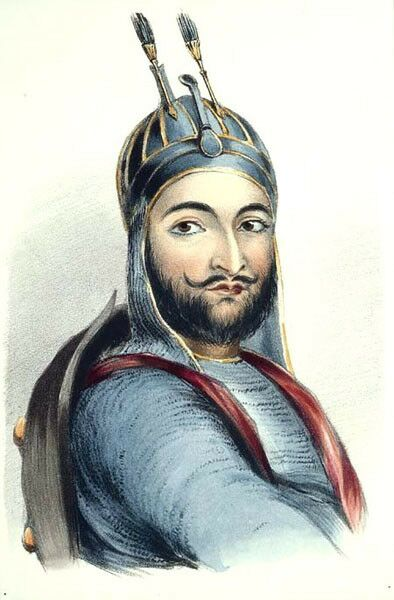
Wazir Akbar Khan, fill del líder afganès destituït, Dost Muhàmmad.

El 2 de novembre de 1841, Akbar Khan va proclamar una revolta general i els ciutadans de Kabul ràpidament van seguir el mateix. Van assaltar la casa de Sir Alexander Burnes, un dels alts oficials polítics britànics, i el van matar a ell i al seu personal. Tant Elphinstone com Macnaghten van ser agafats per sorpresa. En aquell moment, la Companyia de les Índies Orientals només tenia 4.500 soldats a Kabul i als voltants, dels quals 690 eren europeus. Elphinstone no va fer res per castigar els assassins de Burnes, la qual cosa només va fomentar la revolta. El 9 de novembre, les forces afganeses es van apoderar del principal dipòsit de subministraments britànics a Kabul i el van saquejar.
El 23 de novembre, els afganesos van ocupar un turó que dominava els acantonaments britànics i van començar a bombardejar el campament amb dos canons. Una força britànica va sortir per allunyar-los, però els afganesos els van fer retrocedir amb foc jezail a llarga distància des de la terra alta. Les tropes de la Companyia de les Índies Orientals van fugir, deixant enrere 300 morts i ferits (que van morir ràpidament). La moral britànica va començar a erosionar-se a mesura que la situació es va anar fent més desesperada. Elphinstone va enviar missatgers per demanar ajuda al major general Nott a Kandahar, però van tornar enrere quan van trobar els passos de muntanya bloquejats per una forta nevada.
Macnaghten, adonant-se de la seva situació desesperada, va intentar negociar un acord amb Akbar Khan per a la retirada de les tropes i dels 12.000 civils britànics i indis que vivien a Kabul. El 23 de desembre, els líders afganesos el van convidar a ell i als seus companys diplomàtics a una reunió a l'aire lliure més enllà de l'acantonament. Es va assignar una escorta de cavalleria per protegir-se, però Macnaghten va optar per continuar sense ells quan es van retardar per problemes de preparació. En el moment que el seu grup va desmuntar dels seus cavalls, van ser capturats i Macnaghten i un ajudant van ser assassinats per homes armats; els seus cossos van ser mutilats i arrossegats pels carrers de Kabul.
En total, hi havia 700 soldats britànics i 3.800 índies. Els seguidors del camp, famílies índies i britàniques, els seus servents i treballadors civils, eren aproximadament 14.000.

## Retirada i massacre

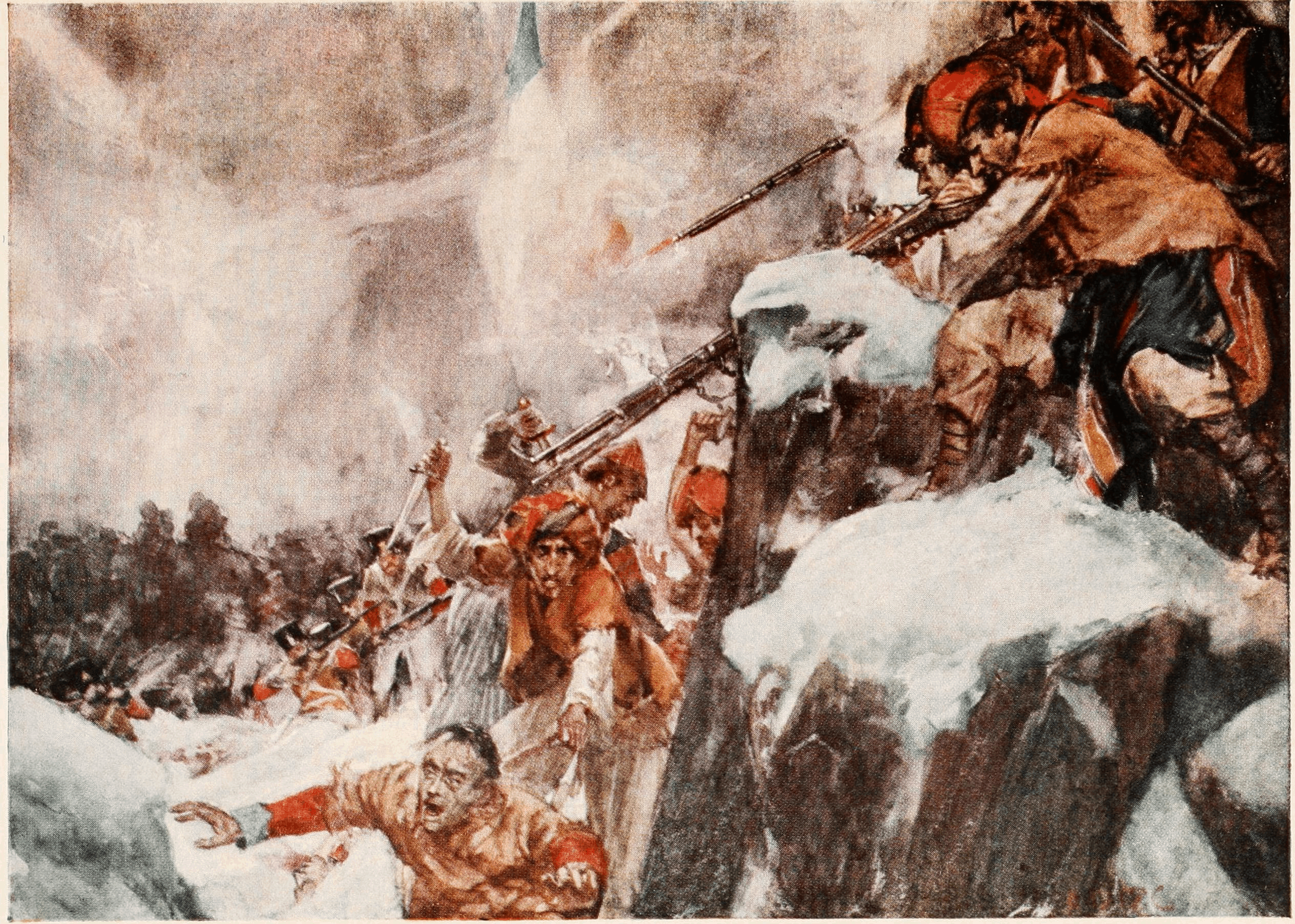
Una il·lustració de 1909 d'Arthur David McCormick que representa tropes britàniques intentant obrir-se pas pel pas.

A la primera llum del 6 de gener, la columna d'Elphinstone va començar a moure's lentament fora de Kabul, deixant Shuja Shah Durrani i els seus seguidors a la seva sort. Com Akbar Khan havia garantit la seguretat a tots els interessats, els malalts, ferits i malalts també van quedar enrere. No obstant això, una vegada que la rereguarda finalment va abandonar els acantonaments, els afganesos es van traslladar ràpidament i van començar a disparar contra les tropes en retirada des de les muralles mentre incendiaven els edificis de la guarnició, matant a tots els que quedaven enrere.
En sortir de la ciutat, Elphinstone va descobrir que l'escorta promesa per Akbar Khan no s'havia materialitzat, ni tenia el menjar i el combustible per ajudar a travessar l'Hindu Kush a l'hivern.  El major Eldred Pottinger va suplicar al comandant britànic malalt que tornés a Kabul, ja que encara tenien temps de refugiar-se a la fortalesa de Bala Hissar. Però Elphinstone va dir que no hi hauria marxa enrere i que anirien a Jalalabad. La columna de 16.000 soldats i civils estava ara a mercè de les tribus afganeses.
El segon dia, els franctiradors dels turons circumdants passaven factura a la columna que es movia lentament. Tot i estar ben armats, el progrés de les tropes estava sent obstaculitzat pels civils aterrits i els seguidors del campament. Les petites batusses eren freqüents. Els afganesos van aconseguir capturar part de l'artilleria de la columna mentre van obligar els britànics a aixecar dues de les tres peces restants. En només 24 hores, la columna només li quedava un petit canó i dos canons més pesats.
Més tard aquella tarda, Akbar Khan es va trobar amb Elphinstone, fingint ignorància de qualsevol traïció per part seva. Va dir als britànics que no havia pogut proporcionar l'escorta acordada perquè havien abandonat els seus acantonaments abans del previst. Aleshores, Akbar Khan va demanar a Elphinstone que esperés mentre negociava el pas segur de la columna amb els caps afganesos que comandaven el pas de Khord-Kabul a 25 quilòmetres (15 milles) de Kabul. Malgrat el que ja havia passat, el comandant britànic va acceptar els termes i va esperar. També va acceptar lliurar tres ostatges europeus més a Akbar Khan.
En lloc d'apressar-se cap endavant, Elphinstone s'havia mogut només a deu quilòmetres (6 milles) de Kabul. Els esforços per mantenir la cohesió militar també havien començat a fracassar. Quan la columna va entrar a l'estret pas de sis quilòmetres (quatre milles) l'endemà, van ser disparats des de tots els costats per ghilzais armats amb mosquets britànics capturats i els seus tradicionals jezails . Ara era evident que Akbar Khan no havia estat negociant el seu pas segur; en realitat, va ser un engany per donar més temps als afganesos per posar-se en posició per a una emboscada.
Durant el tercer dia, la columna va treballar per travessar el coll. Un cop el cos principal s'havia desplaçat, els afganesos van abandonar les seves posicions per massacrar els desplaçats i els ferits. Al vespre del 9 de gener, la columna només s'havia mogut 40 quilòmetres (25 milles) però ja 3.000 persones havien mort. Molts havien mort en els combats, però alguns s'havien mort congelats o s'havien pres la vida. Un informe escrit d'Elphinstone va registrar que la majoria dels sipais en aquesta etapa havien perdut els dits de les mans o dels peus en les condicions de congelació, i que els seus mosquets incrustats de neu s'havien tornat inutilitzables.
Al quart dia, uns quants centenars de soldats nadius van desertar i van intentar tornar a Kabul, però tots van ser morts o esclavitzats. Aleshores Elphinstone, que havia deixat de donar ordres, es va asseure en silenci al seu cavall. La nit del 9 de gener, Lady Sale, juntament amb les dones i els fills dels oficials britànics i indis, i les seves comitives, van acceptar les garanties de protecció d'Akbar Khan. Malgrat la profunda desconfiança, el grup va ser pres sota la custòdia dels homes d'Akbar. Un cop van ser ostatges, tots els servents indis i dones sipaies van ser assassinats.

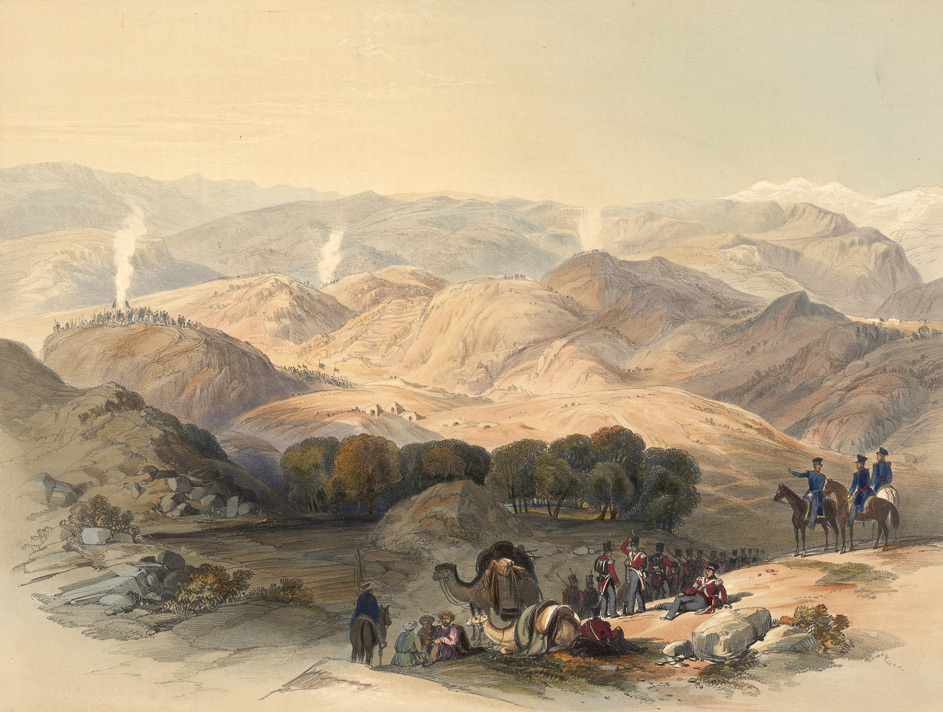
El Grove i la vall de Jugdulluk on l'exèrcit d'Elphinstone va fer la seva última lluita en la calamitosa retirada; Gener de 1842. Dibuixat per James Rattray.

Al vespre de l'11 de gener, l'exèrcit s'havia reduït a 200 homes. La petita rereguarda estava dirigida pel general de brigada John Shelton que, per primera vegada en la retirada, va mostrar la seva competència i va liderar una resistència ferotge contra els afganesos. Mentre les tropes supervivents estaven assetjades en un petit recinte en ruïnes de parets de fang a Jagadalak, els enviats d'Akbar Khan van tornar i van persuadir Elphinstone i el seu segon al comandament, Shelton, perquè els acompanyessin a les negociacions.
Akbar Khan va portar els dos oficials al seu campament i els va proporcionar el sopar. No obstant això, els motius de la seva hospitalitat aviat es van fer evidents i als dos oficials se'ls va negar el permís per tornar als seus homes. Shelton es va posar furiós i va exigir el dret com a oficial i soldat de tornar per dirigir els seus homes i morir lluitant.
El 12 de gener, la columna, després d'haver perdut el seu comandant i més de 12.000 baixes, va decidir que la seva única esperança era esperar fins a la nit i seguir endavant a les fosques. Les tropes restants, ara dirigides pel general de brigada Thomas John Anquetil, van trobar el seu camí bloquejat per una formidable barrera espinosa de "alzina espinosa, ben retorçada, d'uns sis peus d'alçada" que s'havia erigit a la part més estreta de la vall. La majoria dels homes que van intentar escalar la barrera van ser abatuts abans que poguessin arribar a l'altre costat. Tota la disciplina entre la resta d'homes que estaven atrapats per la barrera ara va acabar i els afganesos es van tancar per acabar amb ells. Els pocs homes restants que havien aconseguit escalar la barrera van començar un galop desesperat cap a Jalalabad, però molts van resultar morts en un cos a cos just després d'arribar a l'altre costat de la barrera.
El grup d'homes supervivent més gran, format per 20 oficials i 45 soldats europeus, la majoria d'infanteria del 44è Regiment de Peu, va intentar continuar però es van trobar envoltats en un turó nevat prop del poble de Gandamak. Amb només 20 mosquets en funcionament i dos trets per arma, les tropes es van negar a rendir-se. Es diu que un sergent britànic va cridar "poc probable!" quan els afganesos van intentar persuadir els soldats que els perdonarien la vida.
Llavors va començar el tiroteig, seguit d'una sèrie de presses; aviat el turó va ser envaït pels membres de la tribu. Un oficial anomenat capità Souter va ser equivocat pels afganesos com un oficial d'alt rang perquè pensaven que portava un armilla groga de general. De fet, l'oficial s'havia embolicat els colors del regiment del 44è a Peu al voltant del seu cos. Va ser arrossegat a la captivitat juntament amb un sergent anomenat Fair i set soldats. La resta de tropes van morir.
Un altre grup de quinze oficials a cavall va aconseguir arribar fins al poble de Fattehabad, però deu van ser morts mentre s'asseien per acceptar l'esmorzar dels vilatans, quatre van rebre un tret des dels terrats mentre tornaven a muntar als seus cavalls i intentaven fugir del poble i un va ser rastrejat i decapitat.

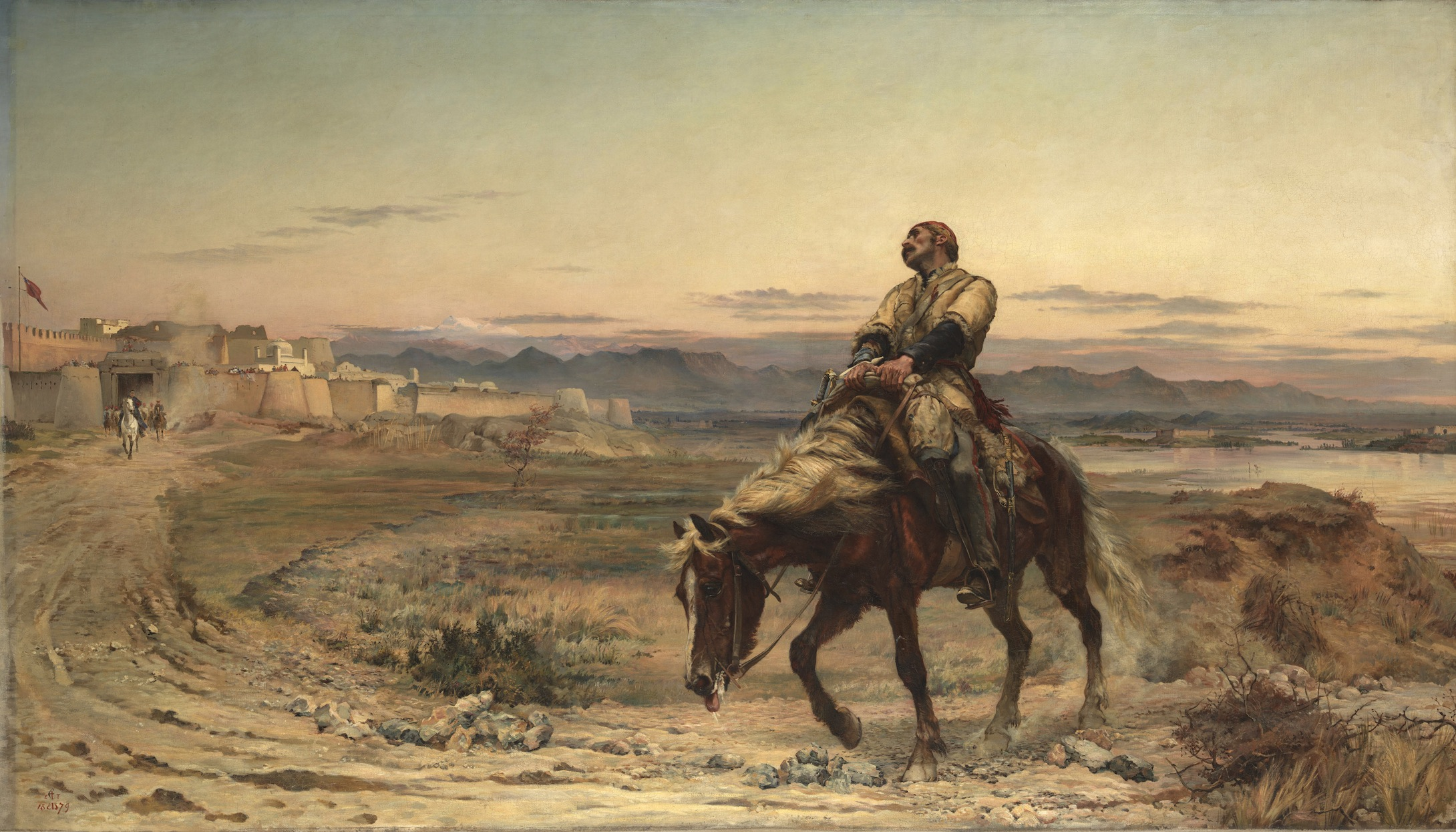
Remnants of an Army d'Elizabeth Butler que representa l'arribada del cirurgià ajudant William Brydon a Jalalabad el 13 de gener de 1842.

El 13 de gener, un oficial britànic de la columna de 16.000 homes va entrar a Jalalabad amb un cavall ferit (uns quants sipais, que s'havien amagat a les muntanyes, van seguir en les properes setmanes). El cirurgià ajudant William Brydon, que muntava un poni agafat a un oficial ferit mortalment després de ser suplicat per l'home que no el deixés caure a les mans de ningú més, va continuar tot i que ell i el seu poni van ser greument ferits en diverses batusses amb bandes d'afganesos itinerants.
El 13 de gener i ara a només uns quilòmetres de Jalalabad, Brydon va haver de lluitar per la seva vida contra un grup de genets afganesos. Després d'escapar-se d'un sol perseguidor, va ser vist per un oficial d'estat major a les parets de Jalalabad que immediatament va enviar genets per trobar-se amb el cirurgià esgotat. En arribar a Brydon se li va preguntar què passava amb l'exèrcit, a la qual cosa va respondre "Jo sóc l'exèrcit".
Tot i que part del seu crani havia estat tallat per una espasa, finalment va sobreviure perquè havia aïllat el seu barret amb un carregador que desviava el cop. Brydon va publicar més tard una memòria de la marxa de la mort. Es deia que el poni que muntava s'havia estirat en un estable i no es va aixecar mai. Durant diverses nits, es van aixecar llums a les portes de Jalalabad i es van fer sonar cornetes des de les parets amb l'esperança de guiar a més supervivents cap a la seguretat.

## Conseqüències
L'aniquilació va deixar Gran Bretanya i l'Índia en estat de xoc i el governador general, Lord Auckland, va patir un aparent ictus en saber la notícia. A la tardor de 1842, un "Exèrcit de retribució" dirigit per Sir George Pollock, amb William Nott i Robert Sale al comandament de les divisions, va aniquilar el gran basar i tots els edificis més grans de Kabul. Sale va rescatar personalment la seva dona Lady Sale i alguns altres ostatges de les mans de Wazir Akbar Khan. No obstant això, la matança d'un exèrcit per part de tribus afganeses va ser humiliant per a les autoritats britàniques a l'Índia.
Dels presoners britànics, 32 oficials, més de 50 soldats, 21 nens i 12 dones van sobreviure per ser alliberats el setembre de 1842. Un nombre desconegut de sipais i altres presoners indis van ser venuts com a esclavitud a Kabul o mantinguts com a captius a pobles de muntanya. Un sipai, Havildar Sita Ram, va escapar de l'Afganistan després de 21 mesos d'esclavitud i es va incorporar al seu antic regiment a Delhi. Al voltant de 2.000 sipais i seguidors del camp van ser finalment trobats a Kabul i portats de tornada a l'Índia per l'exèrcit del general Pollock.
El lideratge d'Elphinstone es veu com un exemple notori de com la ineptitud i la indecisió d'un oficial superior podria comprometre la moral i l'efectivitat de tot un exèrcit (encara que ja molt esgotat). Elphinstone va fracassar completament a l'hora de dirigir els seus soldats, però va exercir fatalment prou autoritat per impedir que qualsevol dels seus oficials exercissin el comandament adequat en el seu lloc.
Els historiadors encara debaten si Akbar Khan va ordenar la massacre, la va sancionar o simplement no va poder evitar-la. Alguns dels oficials i famílies britàniques preses com a ostatges van afirmar més tard que Akbar Khan havia cridat "Perdoneu-los la vida!" en persa , però "Mata'ls!" en paixtu als membres de la tribu. Sigui com sigui, la reacció britànica davant d'una atrocitat així devia ser clara per a ell. Akbar Khan es va convertir en l'emir de l'Afganistan el maig de 1842, i va governar fins al retorn de Dost Muhàmmad el 1843. El 1847 va morir de còlera.
Dost Mohammad va romandre presoner britànic fins a finals de 1841, quan va ser posat en llibertat per les autoritats britàniques que, després de venjar-se de Kabul, havien decidit abandonar qualsevol intent d'intervenir en els afers interns de l'Afganistan. Després que Shuja Shah fos assassinat l'abril de 1842, Dost Mohammad va restablir ràpidament la seva autoritat. Va morir el 9 de juny de 1863 per causes naturals, un dels pocs governants afganesos en els últims mil anys que ho va fer. Fins i tot després de les dues invasions britàniques del seu país, no va intervenir de cap manera durant la rebel·lió índia de 1857.
La destrucció de diversos regiments de tropes índies durant la retirada va afectar inevitablement la moral de l'exèrcit de Bengala de la Companyia de les Índies Orientals del qual havien estat extretes aquestes unitats. La reputació d'invencibilitat que abans gaudia la Companyia es va trencar. "Els homes es van recordar de Kabul", va comentar un oficial britànic a l'esclat del gran motí de Bengala quinze anys després.

## Representacions
El novel·lista i poeta alemany Theodor Fontane va escriure el 1858 la balada Das Trauerspiel von Afghanistan (La tragèdia de l'Afganistan).
L'escriptor britànic George MacDonald Fraser descriu aquest esdeveniment al primer llibre de la seva sèrie Flashman Papers, Flashman.
L'episodi A Soldier's Daughter de Victoria (2017) dramatitza la supervivència de Brydon a la retirada. A l'espectacle, la reina Victòria respon a la pèrdua de vides en el retir amb un discurs a l'avarament de l'HMS Trafalgar, i reunint-se i homenatjant en privat Brydon.